# 1832 في الولايات المتحدة
فيما يلي قوائم الأحداث التي وقعت خلال عام 1832 في الولايات المتحدة.

## سياسة

### انتهاء فترة المنصب
- 6 ديسمبر – مونتفورت ستوكس حاكم كارولينا الشمالية [الإنجليزية]‏.
- 10 ديسمبر – جيمس هاملتون حاكم كارولينا الجنوبية [الإنجليزية]‏.
- 31 ديسمبر – إنوس طومسون ثروب حاكم نيويورك [الإنجليزية]‏.

## كتب
من الكتب التي صدرت هذه السنة في الولايات المتحدة:
- 1 يناير – حكايات الحمراء من تأليف واشنطن إيرفينج.

## مواليد

### يناير
- 13 يناير – هوراشيو ألجر[1]
- 20 يناير – ويليام لارابي سياسي أمريكي.[2]

### مارس
- 17 مارس – والتر كي جريشام سياسي أمريكي.[3]

### أبريل
- 8 أبريل – هويل ادموندز جاكسون سياسي أمريكي.[4]
- 19 أبريل – لوكريشيا غارفيلد سياسية من الولايات المتحدة الأمريكية.[5]

### مايو
- 20 مايو – غارتسون جورج جيبسون سياسي ليبيري.
- 22 مايو – جورج واشنطن أندرسن سياسي أمريكي.
- 27 مايو – زينا فيرى مودي سياسي أمريكي.[6]

### يونيو
- 14 يونيو – مارغريت ميتشيل ممثلة أمريكية.[7]
- 20 يونيو – بنيامين بريستو محامي من الولايات المتحدة الأمريكية.[8]

### يوليو
- 10 يوليو – ألفان غراهام كلارك عالم فلك أمريكي.[9]

### سبتمبر
- 15 سبتمبر – فرانك جونز سياسي من الولايات المتحدة الأمريكية.
- 19 سبتمبر – موزيس أرمسترونغ سياسي أمريكي.[10]
- 25 سبتمبر – ويليام لي بارون جيني مهندس معماري أمريكي.[11]

### أكتوبر
- 1 أكتوبر – كارولين هاريسون سياسية من الولايات المتحدة الأمريكية.[12]
- 3 أكتوبر – إدوارد فولانسبي نويز[13]

### نوفمبر
- 1 نوفمبر – ريتشارد بينيت هوبارد سياسي أمريكي.[14]
- 7 نوفمبر – أندرو ديكسون وايت سياسي أمريكي.[15]
- 26 نوفمبر – ماري ووكر[16]
- 29 نوفمبر – لويزا ماي ألكوت روائية أمريكية.[17]

## وفيات

### أبريل
- 12 أبريل – شدرخ بوند (مواليد 1773) سياسي من الولايات المتحدة الأمريكية.[18]

### أغسطس
- 20 أغسطس – ديفيد هولمز (مواليد 1769) سياسي أمريكي.[19]

### نوفمبر
- 14 نوفمبر – تشارلز كارول من كارولتون (مواليد 1737) سياسي من الولايات المتحدة الأمريكية.[20]